# Asier del Horno
Asier del Horno Cosgaya (Barakaldo, 19 gennaio 1981) è un ex calciatore spagnolo, di ruolo difensore.

## Carriera

### Club
Comincia a giocare nelle giovanili dell'Athletic Club e nel 1999 entra nelle file dell'Athletic B. Dopo una sola stagione, 26 presenze e 1 gol passa in prima squadra. Qui si fa notare per le sue capacità difensive miste all'abilità di portarsi all'attacco lungo la fascia sinistra.
Durante le 5 stagioni in rojiblanco, proprio grazie alla sua abilità di proiettarsi in attacco, è stato autore di ben 13 gol, di cui alcuni molto pesanti nella sentitissima partita contro il Real Madrid. Infatti contro i merengues ha segnato 5 gol in 4 partite. L'ultima stagione (la 2004-2005) è quella della consacrazione a livello internazionale. Viene convocato dalla nazionale spagnola per la quale gioca alcune amichevoli e alcune partite di qualificazione al Mondiale 2006.
Grazie alle sue buone prestazioni in campionato e in campo internazionale, nell'estate del 2005 viene acquistato dal Chelsea. Qui diviene titolare come terzino sinistro e segna anche un gol contro il Tottenham. Alla fine della stagione si laurea campione d'Inghilterra e viene convocato tra i 23 rappresentanti della nazionale spagnola ai Mondiali del 2006. Purtroppo per lui un infortunio alla caviglia gli impedisce di prendere parte alla spedizione mondiale. Il suo posto verrà preso dall'argentino naturalizzato spagnolo Mariano Pernía.
Dopo il Mondiale viene ingaggiato dal Valencia come sostituto naturale di Amedeo Carboni, ma le cure a cui si è sottoposto per il suo infortunio gli hanno impedito di debuttare con la formazione spagnola prima del 2007.
Nell'estate del 2007 si trasferisce in prestito all'Athletic Club, società che lo aveva lanciato nel grande calcio. Al termine della stagione 2007-2008 rientra al Valencia, dove giocherà fino a gennaio 2010, per poi essere ceduto in prestito dapprima al Real Valladolid e poi al Levante, che lo acquista a titolo definitivo nell'estate del 2011. Nel 2012 rimane svincolato.

### Nazionale
Ha debuttato con la nazionale spagnola il 3 settembre 2004 nel pareggio per 1-1 contro la Scozia. In totale ha segnato due gol in dieci partite, uno contro l'Inghilterra e uno contro San Marino.
In carriera ha giocato anche 4 partite con la Selezione di calcio dei Paesi Baschi.

## Statistiche

### Presenze e reti nei club
Statistiche aggiornate al 10 marzo 2012
| Stagione               | Squadra                | Campionato             | Campionato | Campionato | Coppe nazionali | Coppe nazionali | Coppe nazionali | Coppe continentali | Coppe continentali | Coppe continentali | Altre coppe | Altre coppe | Altre coppe | Totale | Totale |
| Stagione               | Squadra                | Comp                   | Pres       | Reti       | Comp            | Pres            | Reti            | Comp               | Pres               | Reti               | Comp        | Pres        | Reti        | Pres   | Reti   |
| ---------------------- | ---------------------- | ---------------------- | ---------- | ---------- | --------------- | --------------- | --------------- | ------------------ | ------------------ | ------------------ | ----------- | ----------- | ----------- | ------ | ------ |
| 2000-2001              | Athletic Bilbao        | PD                     | 14         | 0          | CR              | 1               | 0               | -                  | -                  | -                  | -           | -           | -           | 15     | 0      |
| 2001-2002              | Athletic Bilbao        | PD                     | 10         | 1          | CR              | 2               | 0               | -                  | -                  | -                  | -           | -           | -           | 12     | 1      |
| 2002-2003              | Athletic Bilbao        | PD                     | 24         | 4          | CR              | 1               | 0               | -                  | -                  | -                  | -           | -           | -           | 25     | 4      |
| 2003-2004              | Athletic Bilbao        | PD                     | 31         | 5          | CR              | 0               | 0               | -                  | -                  | -                  | -           | -           | -           | 31     | 5      |
| 2004-2005              | Athletic Bilbao        | PD                     | 29         | 3          | CR              | 6               | 1               | CU                 | 8                  | 3                  | -           | -           | -           | 43     | 7      |
| 2005-2006              | Chelsea                | PL                     | 25         | 1          | FACup+CdL       | 4+0             | 0               | UCL                | 4                  | 0                  | CS          | 1           | 0           | 34     | 1      |
| 2006-2007              | Valencia               | PD                     | 6          | 0          | CR              | 0               | 0               | UCL                | 2                  | 0                  | -           | -           | -           | 8      | 0      |
| 2007-2008              | Athletic Bilbao        | PD                     | 16         | 0          | CR              | 5               | 1               | -                  | -                  | -                  | -           | -           | -           | 21     | 1      |
| Totale Athletic Bilbao | Totale Athletic Bilbao | Totale Athletic Bilbao | 124        | 13         |                 | 15              | 2               |                    | 8                  | 3                  |             |             |             | 147    | 18     |
| 2008-2009              | Valencia               | PD                     | 9          | 0          | CR              | 4               | 0               | CU                 | 8                  | 2                  | -           | -           | -           | 21     | 2      |
| 2009-gen. 2010         | Valencia               | PD                     | 0          | 0          | CR              | 2               | 0               | UEL                | 1                  | 0                  | -           | -           | -           | 3      | 0      |
| Totale Valencia        | Totale Valencia        | Totale Valencia        | 15         | 0          |                 | 6               | 0               |                    | 11                 | 2                  |             |             |             | 32     | 2      |
| gen.-giu. 2010         | Real Valladolid        | PD                     | 13         | 0          | CR              | 0               | 0               | -                  | -                  | -                  | -           | -           | -           | 13     | 0      |
| 2010-2011              | Levante                | PD                     | 22         | 2          | CR              | 2               | 0               | -                  | -                  | -                  | -           | -           | -           | 24     | 2      |
| 2011-2012              | Levante                | PD                     | 13         | 0          | CR              | 2               | 0               | -                  | -                  | -                  | -           | -           | -           | 15     | 0      |
| Totale Levante         | Totale Levante         | Totale Levante         | 35         | 2          |                 | 4               | 0               |                    |                    |                    |             |             |             | 39     | 2      |
| Totale carriera        | Totale carriera        | Totale carriera        | 215        | 16         |                 | 29              | 2               |                    | 23                 | 5                  |             | 1           | 0           | 268    | 23     |

### Presenze e reti in nazionale
| Cronologia completa delle presenze e delle reti in nazionale ― Spagna | Cronologia completa delle presenze e delle reti in nazionale ― Spagna | Cronologia completa delle presenze e delle reti in nazionale ― Spagna | Cronologia completa delle presenze e delle reti in nazionale ― Spagna | Cronologia completa delle presenze e delle reti in nazionale ― Spagna | Cronologia completa delle presenze e delle reti in nazionale ― Spagna | Cronologia completa delle presenze e delle reti in nazionale ― Spagna | Cronologia completa delle presenze e delle reti in nazionale ― Spagna |
| Data                                                                  | Città                                                                 | In casa                                                               | Risultato                                                             | Ospiti                                                                | Competizione                                                          | Reti                                                                  | Note                                                                  |
| --------------------------------------------------------------------- | --------------------------------------------------------------------- | --------------------------------------------------------------------- | --------------------------------------------------------------------- | --------------------------------------------------------------------- | --------------------------------------------------------------------- | --------------------------------------------------------------------- | --------------------------------------------------------------------- |
| 3-9-2004                                                              | Valencia                                                              | Spagna                                                                | 1 – 1                                                                 | Scozia                                                                | Amichevole                                                            | -                                                                     |                                                                       |
| 9-10-2004                                                             | Santander                                                             | Spagna                                                                | 2 – 0                                                                 | Belgio                                                                | Qual. Mondiali 2006                                                   | -                                                                     |                                                                       |
| 17-11-2004                                                            | Madrid                                                                | Spagna                                                                | 1 – 0                                                                 | Inghilterra                                                           | Amichevole                                                            | 1                                                                     |                                                                       |
| 9-2-2005                                                              | Almería                                                               | Spagna                                                                | 5 – 0                                                                 | San Marino                                                            | Qual. Mondiali 2006                                                   | 1                                                                     |                                                                       |
| 26-3-2005                                                             | Salamanca                                                             | Spagna                                                                | 3 – 0                                                                 | Cile                                                                  | Amichevole                                                            | -                                                                     |                                                                       |
| 30-3-2005                                                             | Belgrado                                                              | Serbia e Montenegro                                                   | 0 – 0                                                                 | Spagna                                                                | Qual. Mondiali 2006                                                   | -                                                                     |                                                                       |
| 4-6-2005                                                              | Valencia                                                              | Spagna                                                                | 1 – 0                                                                 | Lituania                                                              | Qual. Mondiali 2006                                                   | -                                                                     |                                                                       |
| 17-8-2005                                                             | Gijón                                                                 | Spagna                                                                | 2 – 0                                                                 | Uruguay                                                               | Amichevole                                                            | -                                                                     |                                                                       |
| 7-9-2005                                                              | Madrid                                                                | Spagna                                                                | 1 – 1                                                                 | Serbia e Montenegro                                                   | Qual. Mondiali 2006                                                   | -                                                                     |                                                                       |
| 12-11-2005                                                            | Madrid                                                                | Spagna                                                                | 5 – 1                                                                 | Slovacchia                                                            | Qual. Mondiali 2006                                                   | -                                                                     |                                                                       |
| Totale                                                                |                                                                       | Presenze                                                              | 10                                                                    |                                                                       | Reti                                                                  | 2                                                                     |                                                                       |

## Palmarès
- Community Shield: 1

Chelsea: 2005
- Campionato inglese: 1

Chelsea: 2005-2006